# Dwór w Konopiskach
Dwór w Konopiskach – dwór, który znajdował się w Konopiskach naprzeciwko kościoła św. Walentego. Rozebrany w latach 90. XX wieku.

## Historia
Od 1540 roku Klasztor Jasnogórski był w posiadaniu majątku i wsi Konopiska. Ponieważ nie zawsze czas pozwalał zakonnikom na dojazdy do Konopisk, a chłopi podczas prac polowych nie mogli ich dowozić, w 1644 roku w miejsce starych zabudowań wybudowali duży dwór modrzewiowy kryty gontami i nowe zabudowania folwarczne. W dworze na stałe zamieszkiwało kilku zakonników, którzy oprócz wszystkich pełnionych dotąd obowiązków, prowadzili wytwórnię sukna z wełny pozyskiwanej w tutejszym majątku, z którego wyrabiano habity na potrzeby klasztoru.
26 lutego 1670 roku w Konopiskach król Polski Michał Korybut Wiśniowiecki spotkał się z narzeczoną, arcyksiężną Eleonorą Marią Józefą, siostrą Leopolda Habsburga, cesarza Austrii. Ich orszaki spotkały się na odśnieżonej w tym celu polanie i po krótkim odpoczynku w miejscowym dworze oba połączone orszaki wieczorem udały się na Jasną Górę. Następnego dnia odbyły się zaślubiny pary królewskiej.
Częstym gościem w Konopiskach był o. Augustyn Kordecki, który jak mówią kroniki, w roku 1671 w przedsionku świątyni z wielkimi honorami witał dostojnych ojców przybywających z Głogówka na Jasną Górę. W maju oraz w sierpniu 1670 roku na Jasnej Górze odbywały się bardzo ważne kapituły generalne. Przyjeżdżał wówczas z Węgier generał zakonu, z całym definitorium ojców. Utrudzeni długą i męczącą podróżą, zatrzymywali się na odpoczynek w Konopiskach; ojciec generał korzystał tu z kąpieli w leczniczych wodach mineralnych. W Konopiskach zatrzymywał się również królewicz Jakub Sobieski, syn króla Jana III.
Prawdopodobnie w latach 90. XX wieku z powodu bardzo złego stanu technicznego, podjęto decyzję o rozbiórce dworu. Na początku XXI wieku zawiązał się komitet zabiegający o rekonstrukcję dworku. W 2010 roku wolę odbudowy wyraził również ówczesny wójt gminy Konopiska, który planował stworzyć w nim muzeum weselne.

## Architektura
Dwór wybudowano z modrzewiowych bali i dołem otynkowano. Był on piętrowy, o dwóch składach dachu. Na parterze znajdował się refektarz, izby gospodarcze jak kuchnia i inne, a także izba gdzie wyrabiano sukna. Na piętrze ulokowano cele zakonne.
Przy modrzewiowym dworze stała studnia, którą w 2010 roku odnowiono i ozdobiono metalowymi ornamentami roślinnymi, wykonano zadaszenie, a alejki wokół wyłożono kostką granitową, przy których postawione zostały stylizowane latarnie uliczne i ławeczki.